# 나대용
나대용(羅大用, 1556년~1612년)은 조선 중기의 무관이며, 거북선의 건조와 병기류 제조에 기여하였다. 과거 급제 후 교동수사에 이르렀다. 본관은 금성(錦城)이다.

## 생애
전라도 나주 출신으로 1556년 첨추(僉樞) 나항(羅亢)의 아들로 태어났다. 본래 문장이 뛰어나 문인이 되려 하였으나, 1583년(선조 16년) 훈련원 별시에 병과 급제하여 훈련원봉사를 지냈다. 1591년 전라좌수사 이순신 휘하에 들어가 병선 연구에 힘썼는데 특히 거북선을 건조하는 데 많은 기여를 하였다. 1592년 옥포해전에서 유군장 직을 맡아, 적의 대선 2척을 격파하였다. 사천해전에서는 분전 끝에 총탄을 맞아 부상을 입고, 한산도 해전에서도 부상을 당하였다. 명량해전과 1598년 노량해전에도 참전하여 큰 공을 세웠다. 그는 이와 같은 공을 인정받아, 1594년 강진현감으로 제수되었고, 이어 금구, 능성, 고성의 현감을 역임하였다.
1606년 12월 24일 나대용은 선조에게 상소를 올려 창선을 개발하였다고 고한다. 전투형 거북선과 탑승인원이 많이 필요한 판옥선의 단점을 보완하여, 칼과 창을 빽빽이 꽂은 창선을 건조한다. 125명이 필요한 판옥선에 비해 격군 42명으로도 배의 운용이 가능하였기 때문에, 기존 인력으로 2배의 배를 운용할 수 있는 장점이 있었다. 1610년 광해군 2년에는 남해현령에 제수되었고, 해추선(海鰍船)이라는 쾌속선을 고안하여 건조하였다. 1611년에는 경기수군을 관할하는 교동수사에 제수되었으나, 전쟁에서의 부상이 재발하여 부임하지 못하고 1612년 1월 29일에 사망했다.

## 의의
나대용은 조선 최고의 선박 기술자로서, 해전에서 기술적 우위를 가지게 한 핵심 기술자였다. 거북선을 개발하였으며, 속도가 느린 판옥선을 개량하여 해추선, 창선 등을 고안하였다.
나대용에 대한 기록은 《난중일기》, 《조선왕조실록》 등에 전해져 내려온다.

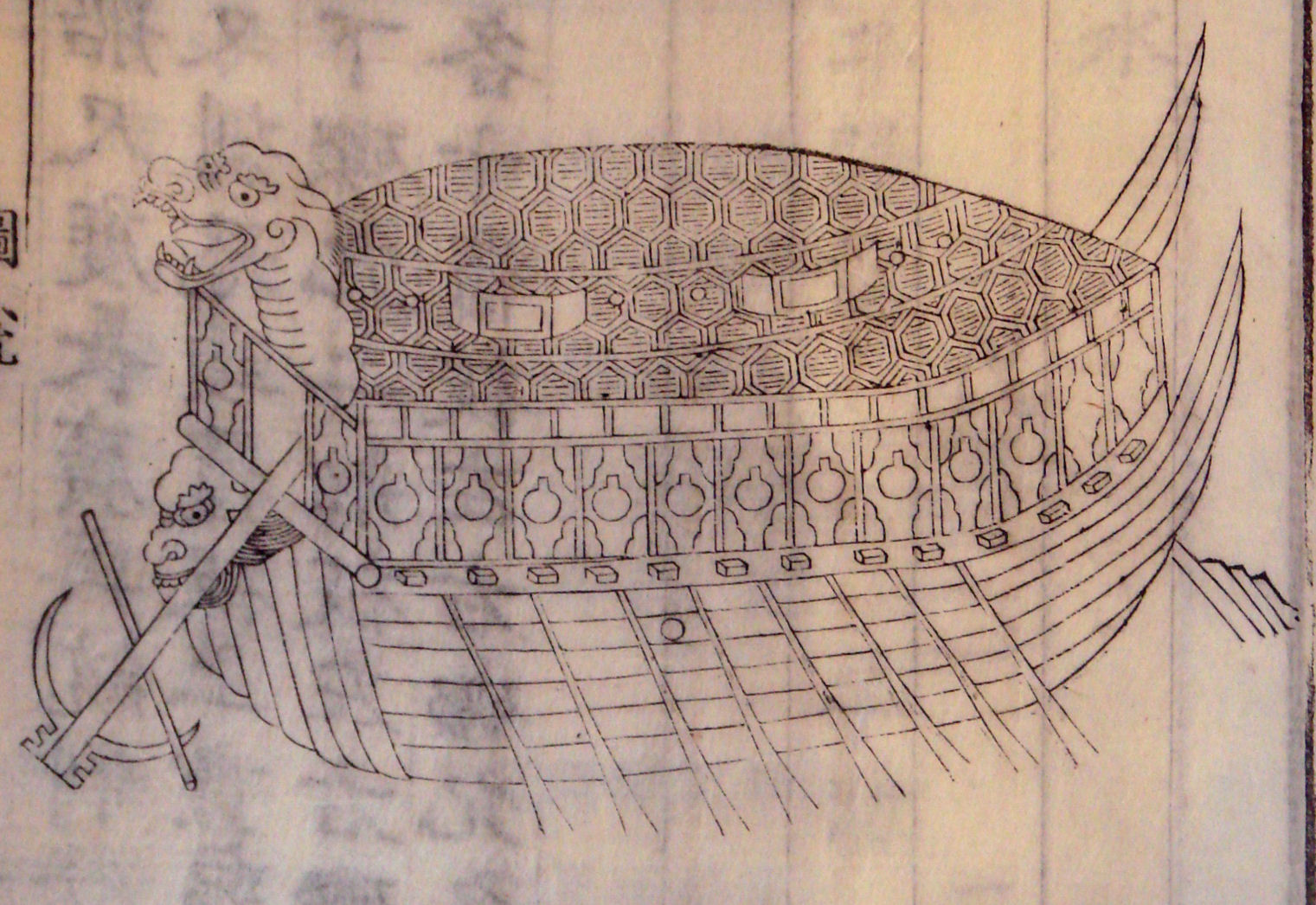
이충무공전서에 그려진 전라좌수영 귀선

## 유적

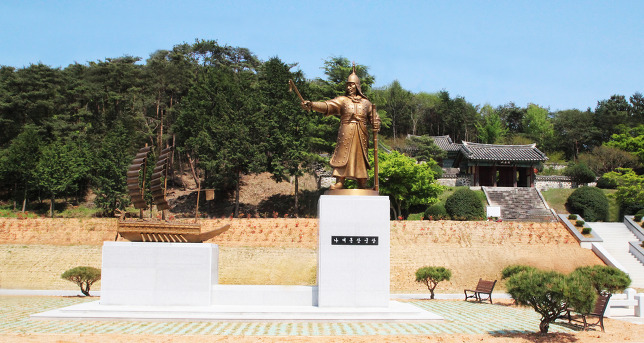
소충사와 나대용 장군 동상

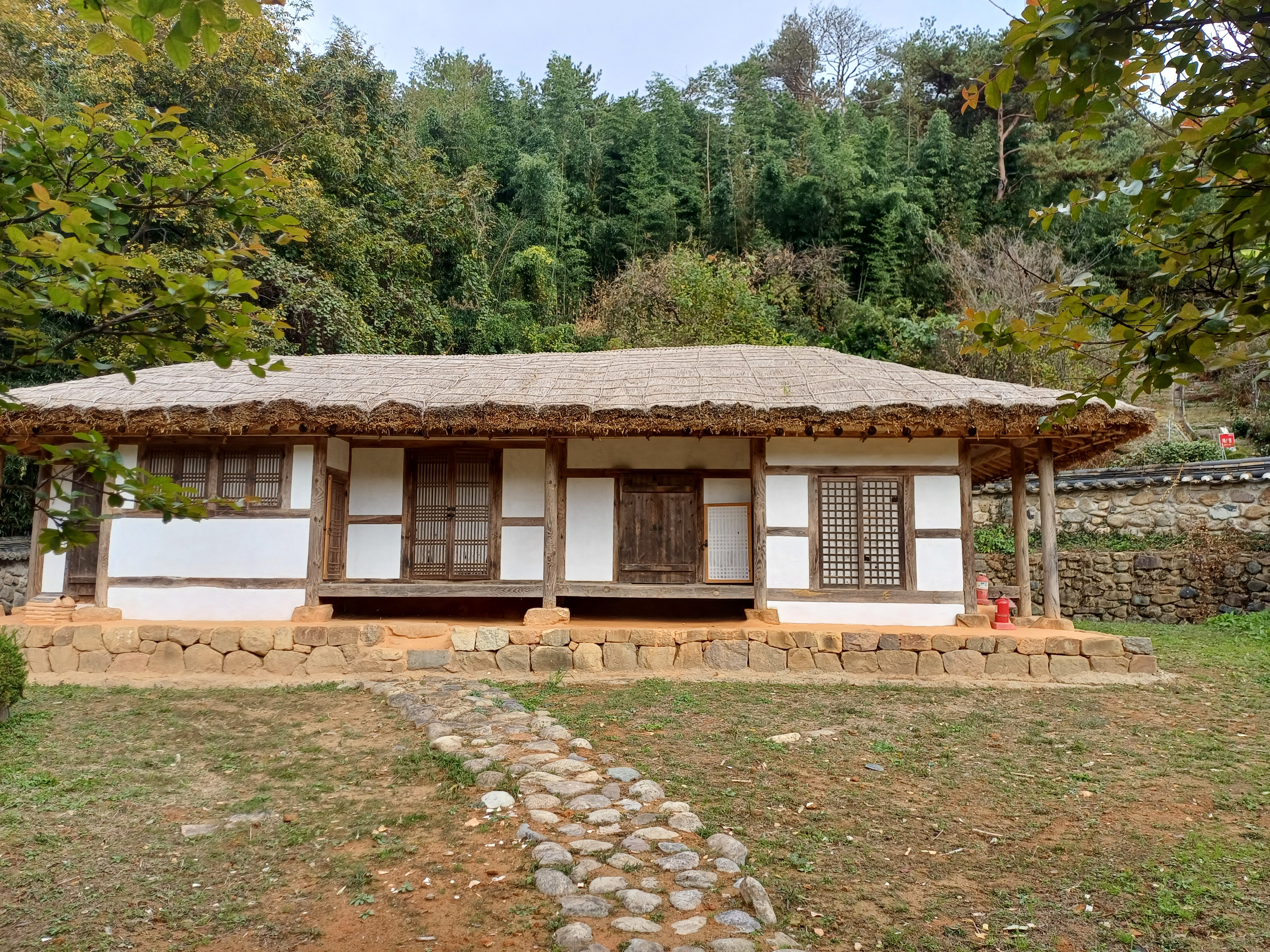
전라남도 나주에 위치한 나대용 생가

전라남도 나주시 문평면 오룡리에 있는 체암 나대용 장군을 모신 소충사라는 사당이 있고, 그 앞에 장군의 동상이 있다. 또한 오룡리에는 나대용 장군의 생가와 묘소가 시도기념물 제26호 (전남)로 등록되어 있다.

## 관련 작품

### 드라마
- 《불멸의 이순신》 (KBS1, 2004년~2005년, 배우:이상인)
- 《임진왜란 1592》 (KBS1, 2016년, 배우:정진)

### 영화
- 《명량》 (2014년, 배우:장준녕)
- 《한산: 용의 출현》 (2022년, 배우:박지환)

## 같이 보기
- 임진왜란
- 거북선
- 이순신
- SS-069 나대용